# Anchotrechus
Anchotrechus is een geslacht van kevers uit de familie van de loopkevers (Carabidae). De wetenschappelijke naam van het geslacht is voor het eerst geldig gepubliceerd in 1927 door Jeannel.

## Soorten
Het geslacht Anchotrechus is monotypisch en omvat slechts de volgende soort:
- Anchotrechus punctipennis Jeannel, 1927